# گوآلاتیری
گوآلاتیری (به اسپانیایی: Volcán Guallatiri) یک کوه و آتشفشان در شیلی است که در پاریناکوتا واقع شده‌است. گوآلاتیری ۶٬۰۷۱ متر بالاتر از سطح دریا واقع شده‌است.